# 3,3-Dimethylpentan
3,3-Dimethylpentan ist eine chemische Verbindung aus der Gruppe der aliphatischen  gesättigten Kohlenwasserstoffe. Es ist eines der neun Konstitutionsisomere des Heptans.

## Gewinnung und Darstellung
3,3-Dimethylpentan kann  durch die Isomerisierung von n-Heptan erhalten werden, wo die Verbindung aus dem resultierenden Isomerengemisch abgetrennt werden muss.
Eine Laborsynthese erfolgt über die Umsetzung der Grignardverbindung aus Ethylbromid mit Amylchlorid mit 2-Chlor-2-methylbutan.

## Eigenschaften

### Physikalische Eigenschaften
3,3-Dimethylpentan ist ein leichtentzündliche und farblose Flüssigkeit.
Die Dampfdruckfunktion ergibt sich nach Antoine entsprechend log10(P) = A−(B/(T+C)) (P in bar, T in K) mit A = 3,95568, B = 1230,986 und C = −47,568 im Temperaturbereich von 287 bis 360 K. Die Temperaturabhängigkeit der Verdampfungsenthalpie lässt sich entsprechend der Gleichung ΔVH0=A·e(−βTr)(1−Tr)β (ΔVH0 in kJ/mol, Tr =(T/Tc) reduzierte Temperatur) mit A = 47,53 kJ/mol, β = 0,2661 und Tc = 536,3 K im Temperaturbereich zwischen 298 K und 359 K beschreiben. In fester Phase existieren zwei polymorphe Kristallformen, die unterschiedliche Schmelzpunkte zeigen. Beide Formen stehen enantiotrop zueinander. Die Umwandlungstemperatur zwischen beiden Formen liegt bei −140,45 °C.
Die wichtigsten thermodynamischen Eigenschaften sind in der folgenden Tabelle aufgelistet:
| Eigenschaft               | Typ                | Wert                                                               |
| ------------------------- | ------------------ | ------------------------------------------------------------------ |
| Standardbildungsenthalpie | ΔfH0gas ΔfH0liquid | −201,5 kJ·mol−1 −234,6 kJ·mol−1                                    |
| Verbrennungsenthalpie     | ΔcH0liquid         | −4806,70 kJ·mol−1                                                  |
| Wärmekapazität            | cp                 | 214,8 J·mol−1·K−1 (25 °C) als Flüssigkeit                          |
| Schmelzenthalpie          | ΔfH0               | 6,8463 kJ·mol−1 Polymorph I 7,6425 kJ·mol−1 Polymorph II           |
| Schmelzentropie           | ΔfS0               | 49,34 kJ·mol−1 Polymorph I 55,30 kJ·mol−1 Polymorph II             |
| Umwandlungsenthalpie      | ΔtH0               | 0,7937 kJ·mol−1 Polymorph II zu Polymorph I                        |
| Umwandlungsentropie       | ΔtS0               | 5,98 kJ·mol−1 Polymorph II zu Polymorph I                          |
| Verdampfungsenthalpie     | ΔVH0               | 29,62 kJ·mol−1 beim Normaldrucksiedepunkt 33,15 kJ·mol−1 bei 25 °C |
| Kritische Temperatur      | TC                 | 263,25 °C                                                          |
| Kritischer Druck          | PC                 | 29,5 bar                                                           |
| Kritisches Volumen        | VC                 | 0,414 l·mol−1                                                      |
| Kritische Dichte          | ρC                 | 2,42 mol·l−1                                                       |

### Sicherheitstechnische Kenngrößen
3,3-Dimethylpentan  bildet leicht entzündliche Dampf-Luft-Gemische. Die Verbindung hat einen Flammpunkt von −15 °C.  Der Explosionsbereich liegt zwischen 0,9 Vol.‑% (40 g/m3) als untere Explosionsgrenze (UEG) und 6,9 Vol.‑% (285 g/m3) als obere Explosionsgrenze (OEG). Die Zündtemperatur beträgt 320 °C. Der Stoff fällt somit in die Temperaturklasse T2.

## Historisches
1866 und 1867 berichteten Charles Friedel und Albert Ladenburg über eine Synthese des 3,3-Dimethylpentans, von ihnen „Carbdimethyldiäthyl“ genannt, ausgehend vom 2,2-Dichlorpropan.